# Station Rewulu
Rewulu is een spoorwegstation in Sedayu (Bantul) in de speciale stadregio Yogyakarta.